# 小泉萌香の幸せ分けてください!
『小泉萌香の幸せ分けてください!』（こいずみもえかのしあせわけてください）は、2023年4月6日からAuDeeで配信されているインターネットラジオ番組。

## 概要
声優・小泉萌香の初ソロラジオ番組。
番組名は、「リスナーの小さな幸せ、大きな幸せを聞かせてもらい、幸せな気分を分けてもらいたい。」という思いが込められている。
2023年4月6日から2025年7月31日まではAuDeeプレミアムで配信されていたが、AuDeeプレミアムのサービス終了に伴い、2025年8月1日からはAuDeeメンバーシップでの配信に移行した。番組名や配信日時はAuDeeプレミアムの時から変更なし。
番組の前半パートは誰でも無料で聴くことができ、後半パートからはメンバーシップ会員のみが聴取可能となる。なお、AuDeeプレミアム時代は通常版とプレミアム版の2種類が配信されており、通常版は誰でも無料で聴くことができ、プレミアム版はAuDeeプレミアム会員のみが聴取可能であった。
番組ハッシュタグは「#幸あれ」。

## 配信時間
AuDeeにて毎週木曜日 20:00に配信

## パーソナリティ
- 小泉萌香

## メンバーシップ特典
AuDeeでは月額制サブスクリプションサービスとなるメンバーシップが導入されており、本番組では2種類のプランが設けられている。
通常プラン
番組の後半パートが聴取可能となり、過去のアーカイブは聴き放題となる。
スペシャルプラン
通常プランの特典に加え、月1本程度の限定動画の配信と3ヶ月ごとに番組特製グッズがプレゼントされる。

## コーナー

### 現行のコーナー
週刊B級もえNEWS
SNSで発信するほどじゃないけど、誰かに聞いてほしい、そんな小泉萌香のB級ニュースを紹介するコーナー。
もえぴが解決!なんでもお悩み相談!
リスナーの悩みをなんでもビシッと解決するコーナー。
ア・勘違い・アワー
リスナーの勘違いエピソードを紹介するコーナー。
もえぴで一言
お題の写真に対して、小泉がなんといっているかリスナーが考える大喜利コーナー。
幸せの館へようこそ
リスナーから最近落ち込んだエピソードと小泉に言ってもらえたら幸せというセリフをセットで募集して、小泉が元気づけたいと思った時だけそのセリフを読むコーナー。2023年12月7日の第35回から追加。
楽曲紹介
小泉に関する楽曲をOA。
その他、ふつおたや幸せエピソードの紹介もあり。

### 過去のコーナー
ちょっと聞いてくれますか?
リスナーから募集したトークテーマをボックスから引いて話すコーナー。
2023年4月6日の第1回から2025年7月24日の第120回までAuDeeプレミアムの無料版で行われていた。
ちょっと聞いてもいいですか?
小泉がリスナーにちょっと聞いてみたい質問をマンスリーで設けて、その回答を月末にまとめて紹介するコーナー。
2023年11月30日の第34回から2025年7月30日の第121回までAuDeeプレミアムの無料版で行われていた。

## コラボ番組
AuDee Premium Special「ふわふわ曖昧dream」
AuDeeでレギュラー番組を担当している大西亜玖璃、小泉萌香、田中ちえ美の3人によるスペシャルプログラムとして2024年2月に全4回が配信された。